# سباق طواف فرنسا 1913
سباق طواف فرنسا 1913 من سلسلة سباقات سباق طواف فرنسا. أقيم هذا السباق في تاريخ 29 يونيو - 27 يوليو 1913 على 15 مراحل. بعد مرور 197 ساعة و54 دقيقة و00 ثانية وبعد طي 5388 كم بمتوسط 26.715 كم في الساعة فاز بالميدالية الذهبية فيليب تيه من بلجيكا، فيما حصد غوستاف غاريغو من فرنسا الميدالية الفضية، وكانت الميدالية البرونزية من نصيب مارسيل بيوس من بلجيكا.

## الميداليات
| ذهب                | فضة                   | برونز                |
| فيليب تيه - بلجيكا | غوستاف غاريغو - فرنسا | مارسيل بيوس - بلجيكا |